# Parafia św. Jana Apostoła i Ewangelisty w Oleśnicy
Parafia św. Jana Apostoła i Ewangelisty w Oleśnicy – parafia znajduje się w dekanacie Oleśnica zachód w archidiecezji wrocławskiej.
Erygowana w XIII wieku.

## Grupy parafialne
Rada Duszpasterska, Akcja Katolicka, Komitet Charytatywny, Żywy Różaniec, Straż Honorowa, Trzeci Zakon Św. Franciszka, Wspólnota Krwi Chrystusa, Krucjata Wyzwolenia Człowieka, Odnowa w Duchu Św,. Ruch Światło-Życie, Grupa Modlitewna Taize, Grupa AA, Koło Przyjaciół Radia Maryja, Dzieci Maryi, Schola, Koło Misyjne Dzieci, Eucharystyczny Ruch Młodych, Rycerstwo Niepokalanej, Liturgiczna Służba Ołtarza, Lektorzy, Ministranci, Krąg Biblijny, Kościół Domowy, Papieskie Dzieło Misyjne Dzieci, Poradnia Rodzinna, Parafialny Oddział Caritas Archidiecezji Wrocławskiej, Parafialny Klub Sportowy, Ruch Duchowej Adopcji